# Billy Taylor (pianista)
Billy Taylor (Greenville, 24 luglio 1921 – New York, 28 dicembre 2010) è stato un pianista e compositore statunitense di musica jazz.
È stato insegnante presso la East Carolina University di Greenville e dal 1994 è stato direttore artistico per il jazz presso il John F. Kennedy Center for the Performing Arts di Washington, D.C.
Attivista jazz, Taylor ha fatto parte dell'Honorary Founders Board della Jazz Foundation of America, un'organizzazione che ha fondato nel 1989, con Ann Ruckert, Herb Storfer e Phoebe Jacobs, per salvare le case e le vite degli anziani musicisti jazz e blues americani, tra cui musicisti sopravvissuti all'uragano Katrina.

## Discografia parziale
- Cross-Section (OJC, 1953–54)
- A Touch of Taylor (Prestige, 1955)
- Billy Taylor With Four Flutes (OJC, 1959)
- You Tempt Me (Taylor-Made, 1985)
- White Nights And Jazz In Leningrad (Taylor-Made, 1988)
- Solo (Taylor-Made, 1988)
- Billy Taylor And The Jazzmobile All Stars (Taylor-Made, 1989)
- Dr. T (GRP, 1992) con Gerry Mulligan